# Alicia Núñez
Alicia Núñez (Figueres, 1955). Realitza estudis d'arquitectura, disseny, fotografia i il·luminació. Des dels inicis la seva activitat és multidisciplinària (interiorisme, disseny d'exposicions, escenografies, concepció i organització d'esdeveniments, etc.).
En l'actualitat té el seu estudi a Barcelona però realitza projectes per tot Europa. Assumeix obres de tota mena, realitzant el projecte de disseny i controlant l'execució de les obres fins a l'entrega final. El seu equip consta de tècnics i professionals de l'arquitectura per poder assumir obres de qualsevol magnitud, seleccionant i coordinant els industrials necessaris per a la realització del projecte. Entre els seus projectes podem destacar el nou edifici de l,Escola Eina Bosc de la UAB, nombrosos habitatges, locals publics com Otto Zutz Club, Mirablau, bar Zig-Zag pels quals va obtenir un premi FAD, el showroom de l'empresa System Action o el muntatge de l'exposició Suggestions olfactives a la Fundació Miró de Barcelona.
Realitza projectes de jardins publics i privats.
Es assessora paisatgistica de l'Ajuntament de Caldes d'Estrac.
En el cas del disseny industrial podem destacar les escultures Neoplantarium (1981), dissenyades amb Guillem Bonet i que varen ser exposades a La Sala Vinçon de Barcelona.